# André Blattmann
 (juillet 2024).
Si vous disposez d'ouvrages ou d'articles de référence ou si vous connaissez des sites web de qualité traitant du thème abordé ici, merci de compléter l'article en donnant les références utiles à sa vérifiabilité et en les liant à la section « Notes et références ».
André Blattmann, né le 6 mars 1956 à Richterswil (ZH), est un commandant de corps de l'Armée suisse, nommé chef de l'armée par le Conseil fédéral le 25 février 2009 à la suite de la démission de Roland Nef. Il était déjà responsable de l'armée lors de la suspension de Roland Nef le 25 juillet 2008, et avait été nommé chef de l'armée ad interim par le Conseil fédéral le 20 août 2008. Sa nomination comme chef est effective à partir du 1er mars 2009.

## Biographie
Après un apprentissage de commerce, il intègre l'École supérieure de cadres pour l'économie et l'administration (ESCEA) à Zurich (actuellement "HWZ - Hochschule für Wirtschaft") entre 1980 et 1983. Il étudie ensuite à l'École polytechnique fédérale de Zurich à l'Académie militaire. En 2003, il obtient un MBA à l'Université de Zurich.

### Carrière militaire
André Blattmann fait son service militaire au sein des troupes de lutte antiaérienne. En 1984, il est engagé auprès du corps d'instruction des troupes des forces aériennes. Il est chargé à la fin des années 1980 du programme d'acquisition des FIM-92 Stinger pour la lutte anti-aérienne. Durant les années 1990, il s'occupe de la formation sur Stinger. Entre 2001 et 2003, il est chef d'état-major du corps d'armée de campagne no 4 à Zurich avec une promotion au grade de brigadier. En 2002, il participe au Senior International Defense Management Course à Monterey aux États-Unis. De 2004 à 2005, il est nommé commandant de l’École centrale de l’armée basée à Lucerne et qui est chargée de la formation des cadres supérieurs. Le 1er janvier 2006, il devient officier général adjoint du chef de l'armée puis remplaçant du chef de l'armée à partir du 1er janvier 2008. Il succède à Roland Nef le 20 août 2008 et devient chef ad interim de l'armée suisse, puis chef de l'armée dès le 1er mars 2009 avec le grade de commandant de corps. En date du 1er janvier 2017, André Blattmann part à la retraite et son remplaçant jusque-là, Philippe Rebord, prend le relais au poste de commandant de corps de l'armée suisse.

## Distinctions
|  |  |  |
|  |  |  |

|                        |                   | Insigne pour 950 jours de service |
| Fusil d’assaut degré 2 | Sport militaire 2 | Engagements à l’intérieur du pays |